# Pablo Guiñazú
Pablo Horacio Guiñazú (General Cabrera, 26 de agosto de 1978), é um ex-futebolista e técnico de futebol argentino que jogava como volante. Atualmente está sem clube.

## Clubes

### Newell's Old Boys
Guiñazu começou a jogar em uma escolinha de futebol do bairro Vila Guani, em São Paulo. Aos 15 anos, disputou a primeira divisão do campeonato local pelo Écija Juvenil, equipe de aspirantes de Córdoba. Dois anos depois, chegou ao Newell's Old Boys, disputando o campeonato argentino das divisões inferiores. Logo estava na seleção sub-20 da Argentina e na equipe principal do Newell's Old Boys.
Pablo Guiñazú chegou a Newell's Old Boys com 17 anos em 1996 e estreou com a camisa de La Lepra em 3 de novembro de 1996 no clássico contra o Rosario Central; no Gigante de Arroyito,  o jogo terminou 1-1. El Cholo entrou aos 13 minutos do segundo tempo, em substituição de Damián Manso.
Após ótimo nivel Guiñazu teve seus direitos vendidos encerrando sua passagem com 119 jogos e cinco golos.

### Perugia
A passgem de Guiñazu pelo Perugia foi conturbada devido ass negociações entre o time italiano e o Newell's Old Boys, onde ambos divergiam dos valores do contrato, assim El Cholo não conseguia desempenhar seu futebol devido a briga judicial que o empedia de entrar em campo, porém  ainda passou 6 meses, jogando 24 jogos e marcando 1 gol.

### Independiente
Em 28 de junho de 2001, é anuciado como jogador do Independiente.
Fez parte da brilhante equipe de 2002 que venceu o Torneio de Abertura de ponta a ponta com um jogo brilhante e admirável.

### Newell's Old Boys
Em 2003 ele retornou ao Newell's Old Boys antes de se juntar à equipe russa do Saturn.

### Saturn
Em 10 de fevereiro de 2004, foi anunciado como jogador do Saturn, time da Rússia.

### Libertad
Depois de uma temporada na Rússia, ele voltou à América do Sul, para jogar pelo Libertad no Paraguai, onde fez parte da equipe que venceu a Primera División em 2006 e fez uma campanha histórica na Libertadores, tornando-o ídolo. Foi justamente na semifinal da competição continental, perdida para o Inter, que Guiñazu chamou a atenção do colorado.

### Internacional

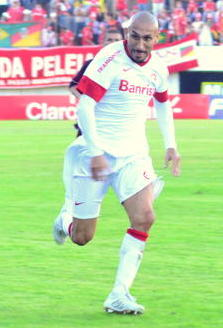
Guiñazú no Inter em 2012

Em 2007 juntou-se ao Internacional no Brasil, com um contrato de três anos. Por sua grande entrega - chegava a correr 13km por partida, em média, logo teve grande identificação com o torcedor colorado.
Após cinco anos no Colorado, onde foi bem-sucedido e conquistou diversos títulos importantes, como a Libertadores de 2010, Guiñazú, a despeito de sua já avançada idade (34 anos) para a carreira de futebolista, descartou encerrar em breve sua trajetória no futebol. "A minha cabeça  tem", de acordo com o próprio volante, "23 ou 24 anos".
Em 2012 rescidiu seu contrato com o Colorado para voltar ao Libertad, encerrando sua gloriosa passagem pelo clube. No total, foram 282 jogos e nove taças obtidas: uma Libertadores (2010), uma Recopa Sul-Americana, (2011), uma Copa Sul-Americana (2009), uma Copa Suruga (2008), quatro Campeonatos Gaúchos (2008, 2009, 2011 e 2012) e uma Copa Dubai (2008).

### Libertad
No dia 4 de janeiro de 2013, pediu rescisão de contrato junto ao Colorado, para retornar ao Libertad. O clube, por sua vez, justificou o retorno de Guiñazú ao futebol paraguaio como "uma solicitação especial [sua], [...] alegando motivos pessoais e familiares". O volante deixou o Inter após 282 partidas e quatro gols com a camisa vermelha.
Em sua coletiva de despedida do clube brasileiro, Guiñazú ponderou que esse foi "o dia mais difícil de sua carreira", dada a identificação do volante com o Colorado. Afirmou também ter sido rápido seu acerto com os paraguaios do Libertad, ao qual retorna depois de cinco anos (justamente sua última agremiação antes de chegar ao Brasil), dizendo também que o único destino que teria, se deixasse o Inter, era o de voltar ao Albinegro.
Na sua rescisão, contudo, foi imposta uma cláusula pela diretoria colorada que prevê o pagamento de uma multa no caso de retorno do volante ao Brasil no próximo biênio. Apesar de não ter se referido a cifras, para o diretor de futebol do clube, Luís César Souto de Moura, tal quebra, se concretizada, tem "um valor bem alto para um jogador de 34 anos."

### Vasco da Gama
Foi contratado pelo Vasco da Gama, o  clube de Rio de Janeiro em 24 de julho de 2013 e recebeu a camisa de número 5, que pertencia ao Fillipe Soutto, que mudou para o número 15. Logo em seu primeiro jogo se lesionou voltando a atuar somente no final do ano. Em 2014 se tornou o capitão da equipe, após a aposentadoria do ídolo Juninho Pernambucano. É um dos responsáveis pela sólida defesa do Vasco, fazendo de tudo para que o time adversário não passe sequer do meio de campo. Ajudou o clube a terminar o Campeonato estadual de 2014 como a defesa menos vazada, e sagrou-se campeão estadual em 2015.

### Talleres
Em 27 de dezembro de 2015, fora dos planos pelo técnico Jorginho, Guiñazú rescindiu seu contrato com o clube cruzmaltino e acertou com o Atlético Tucumán, após mais de 10 anos fora da Argentina. Porém, seu empresário vetou sua transferência para o clube.
Mas, em 22 de janeiro de 2016, o Talleres de Córdoba, da Argentina, anunciou a sua contratação para a atual temporada. O jogador não vinha sendo aproveitado pelo treinador Jorginho desde o meio de 2015 no Vasco, chegou a tentar uma rescisão amigável com o clube carioca, já que seu contrato iria até o final de 2016. Sem uma definição, o volante treinava em separado em São Januário.
No clube argentino viveu momento marcante na carreira ao marcar o gol de acesso do Talleres, numa vitória contra o All Boys no ultimo minuto da partida, levando o clube a elite de futebol argentino apos 12 anos. Até a temporada de 2019, o capitão era o jogador mais reconhecido do elenco.
Com sua equipe na primeira divisão argentina, Pablo renovou seu contrato por mais um ano, tornando-se uma referência técnica e de liderança no clube, além de um mentor para jovens promessas do clube. Apesar de estar com 40 anos, destacou-se pela quantidade de passes certos na temporada e interceptações.
Em 2019, junto com o Talleres venceu o São Paulo na fase pré-grupos da Libertadores da América.

## Aposentadoria
No dia 1º de março de 2019, Guiñazú, aos 40 anos, anunciou sua aposentadoria dos gramados.

## Estatísticas

### Seleção
| Argentina | Argentina | Argentina |
| Anos      | Jogos     | Gols      |
| --------- | --------- | --------- |
| 2003      | 6         | 0         |
| 2011      | 5         | 0         |
| 2012      | 5         | 0         |
| Total     | 16        | 0         |

## Títulos
Independiente
- Torneo Apertura 2002

Libertad
- Primeira divisão do Paraguai: 2006

Internacional
- Copa Dubai: 2008
- Campeonato Gaúcho: 2008, 2009, 2011 e 2012
- Copa Sul-Americana: 2008
- Copa Suruga Bank: 2009
- Copa Libertadores da América: 2010
- Recopa Sul-Americana: 2011

Vasco da Gama
- Campeonato Carioca: 2015

Talleres
- Primera B Nacional: 2016

## Prêmios Individuais
| Ano  | Premiação                      | Prêmio                  | Time          | Resultado | Ref.          |
| ---- | ------------------------------ | ----------------------- | ------------- | --------- | ------------- |
| 2009 | Prêmio Craque do Brasileirão   | Melhor volante-esquerdo | Internacional | Venceu    | [ 25 ]        |
| 2009 | Bola de Prata de 2009          | Melhor volante-esquerdo | Internacional | Venceu    | [ 26 ]        |
| 2012 | Rei das Américas (jornalistas) | Melhor meia-central     | Internacional | Venceu    | [ 27 ] [ 28 ] |
| 2012 | Rei das Américas (internautas) | Melhor meia-central     | Internacional | Venceu    | [ 29 ]        |